# David Ascalon
David Ascalon (Tel Aviv, 8 marzo 1945) è un artista e scultore israeliano.

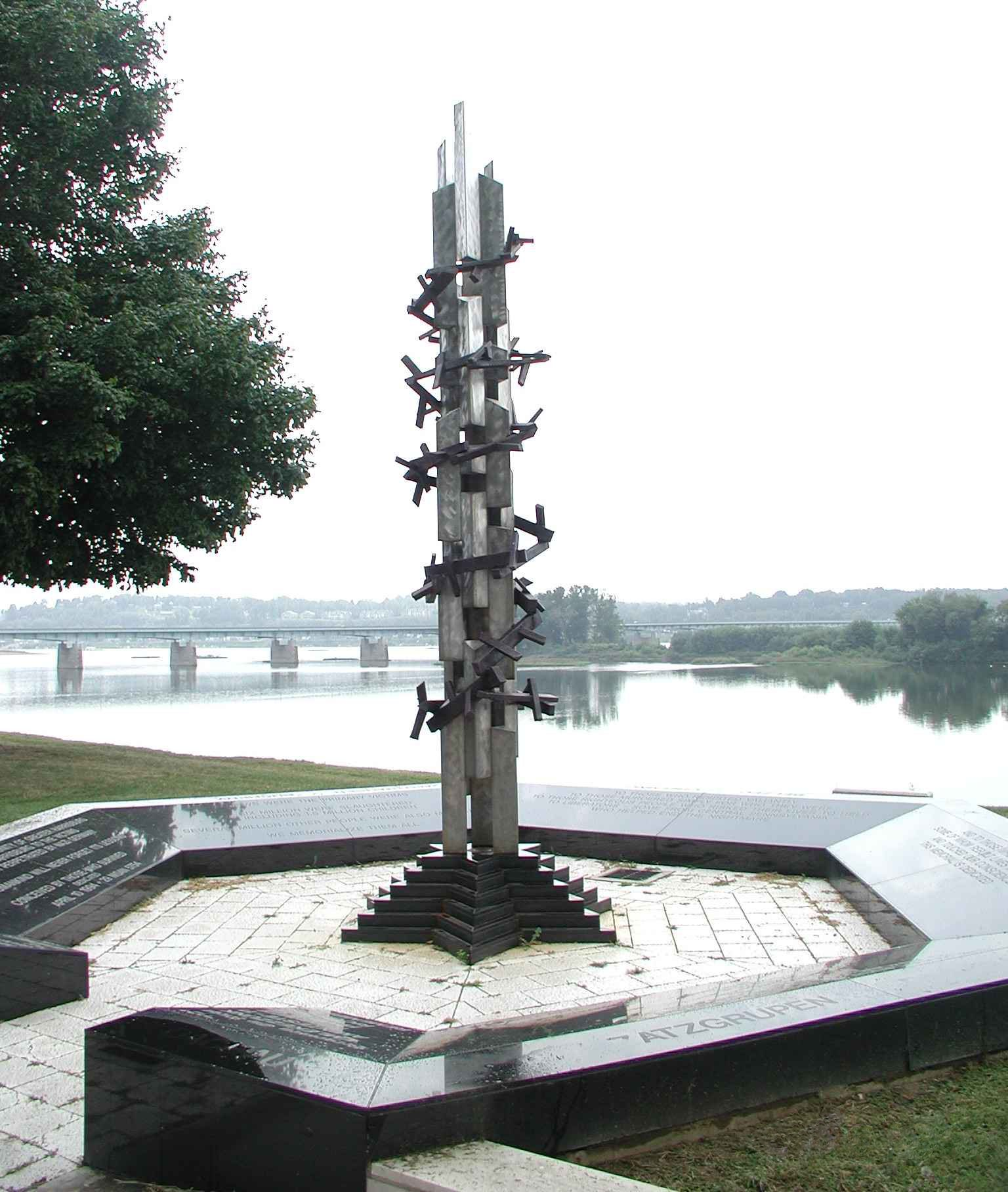
Holocaust Memorial for the Commonwealth of Pennsylvania di David Ascalon (1994), sul fiume Susquehanna, Harrisburg

Apprese i primi rudimenti dell'arte dal padre Maurice Ascalon (1913-2003), scultore e industriale di origini ungheresi, di cui fu l'apprendista.
David Ascalon approdò negli Stati Uniti durante l'adolescenza quando il padre vi trasferì l'intera famiglia per ampliarne gli orizzonti. Ha studiato arte e design presso la California State University di Northridge e architettura design per interni al Pratt Institute di New York, dove si è laureato.
Per tutti gli anni settanta, David ha lavorato nei settori del design per interni e dell'architettura a New York, nonché per l'azienda nel famoso architetto israeliano Arieh Elhanani a Tel Aviv. Tuttavia, essendo alla ricerca di un tipo di espressione artistica che fosse più immediato dell'architettura, ha cominciato a compiere degli esperimenti nella scultura di metalli, esplorando le composizioni astratte con l'ausilio di un cannello per saldatura.
Nel 1977, David si è trasferito vicino a Filadelfia dove con il padre ha fondato gli Studi Ascalon. È stato allora che ha iniziato a concentrarsi sulla creazione di opere d'arte sito-specifiche per i luoghi di culto e gli spazi pubblici. Molti dei suoi lavori si rifanno a dei temi ecclesiastici, ma con approcci tutt'altro che tradizionali e forme contemporanee. Sotto la direzione di David, sin dalla loro creazione gli Studi Ascalon hanno realizzato centinaia di progetti nell'America settentrionale, spaziando dalla scultura monumentale alle vetrate colorate liturgiche ai murali musivi. Molti dei lavori di David adornano l'architettura delle sinagoghe e di altri luoghi di culto. Delle sue installazioni di sculture vi sono molti monumenti commemorativi dell'Olocausto che rendono omaggio alle vittime delle atrocità (fra le quali molti dei suoi stessi familiari).
David ha ricevuto molte commesse importanti e premi, ad esempio da parte dell'American Institute of Architects Interfaith Forum on Religion, Art and Architecture. Riveste la carica di presidente dell'American Guild of Judaic Art ed ha tenuto lezioni universitarie sull'arte ebraica.
Uno dei figli di David è il designer industriale contemporaneo Brad Ascalon. David aveva un fratello maggiore morto nel 2003 di nome Adir; questi era scultore e pittore surrealista ed ha collaborato col famoso muralista messicano David Alfaro Siqueiros.
David Ascalon possiede anche un brevetto di pilota privato d'aeroplani. Attualmente vive alla periferia di Philadelphia a Cherry Hill nel New Jersey e a Hamptons, a est di Long Island.